# Mario Toselli
Mario Toselli (Rivarolo Ligure, 17 luglio 1897 – Montabone, 19 febbraio 1977) è stato un calciatore e allenatore di calcio italiano, di ruolo centrocampista.

## Carriera
Con la Novese vince il titolo di campione d'Italia nel campionato di Prima Categoria 1921-1922 organizzato dalla F.I.G.C.. L'anno successivo disputa 21 gare nel campionato di Prima Divisione 1922-1923.
In seguito passa alla Rivarolese, e poi gioca ancora in massima serie con la Sampierdarenese, per poi trasferirsi alla Fratellanza Sestrese. Dopo il ritiro ha allenato il Varazze.
Fu nel giro delle nazionali italiane, la Gazzetta dello Sport dell'11 febbraio 1922 lo annovera tra i protagonisti della gara tra rappresentative operaie di Italia e Francia

## Palmarès

### Giocatore

#### Competizioni nazionali
- Campionato italiano: 1

Novese: 1921-1922